# Llatazos
Llatazos es una localidad del municipio de Liendo (Cantabria, España). Está a una altitud de 40 metros sobre el nivel del mar. Llatazos está cruzado por una de las carreteras principales del valle, con dirección a Limpias. En esta localidad se localiza el cuartel de la Guardia Civil. En el año 2008 Llatazos contaba con una población de 153 habitantes (INE).